# Ema Tavola
Ema Tavola, née aux Fidji en 1981 est une artiste, conservatrice, gestionnaire artistique fidjienne, ainsi qu'une défenseure de l'art décolonisateur et féministe.

## Biographie

### Jeunesse et famille
Ema Tavola naît à Savu, la capitale des Fidji, en 1981. Son père est originaire de Dravuni (en), dans la province de Kadavu aux Fidji,. Sa mère est une Pākehā de troisième génération originaire de Palmerston North en Nouvelle-Zélande. Pendant son enfance, elle vit également avec sa famille à Londres et en Belgique. Elle commence à peindre à Savu.
À l'adolescence, ils déménagent à Wellington, en Nouvelle-Zélande. Elle fréquente le lycée de Wellington, puis passe une année sabbatique aux Fidji, où elle vit le coup d'État civil de 2000.

### Formation et débuts professionnels
De retour en Nouvelle-Zélande, Tavola poursuit ses études pour obtenir un Bachelor of Fine Arts à la Manukau School of Visual Arts du Manukau Institute of Technology (en), et obtient un emploi au conseil municipal de Manukau après avoir obtenu son diplôme.
En 2006, elle fonde la Fresh Gallery à Ōtara, Auckland, en partenariat avec le conseil municipal de Manukau et la communauté locale. En 2013, elle rouvre après une extension.

### Carrière artistique et curatoriale
En 2012, Ema Tavola reçoit de Creative New Zealand le Pacific Contemporary Artist Award, décerné pour la première fois à une curatrice,.
En 2015, les commissaires Tarisi Vunidilo (en) et Ema Tavola, aux côtés des artistes Joana Monolagi, Donita Hulme, Margaret Aull (en), Luisa Tora et Dulcie Stewart (arrière-petite-fille de Bu Anaseini Diroko), entreprennent un projet de recherche pour mieux comprendre la veiqia et sa signification personnelle pour elles. Travaillant en collectif, sous le titre The Veiqia Project, le groupe se rend à Suva pour examiner les collections du musée et parler aux dirigeants communautaires. Leurs œuvres sont exposées à la St Paul Street Gallery à Auckland en 2016. En 2017, le collectif organise une exposition sur la veiqia au Fiji Museum. Un autre volet du travail du collectif, organisé par Luisa Tora, est exposé à Christchurch en 2021 et s'intitule iLakolako ni weniqia : a Veiqia Project Exhibition.
Ema Tavola intervient lors de diverses conférences. En 2019, elle est notamment invitée à Para Site International Conference, à Hong Kong, à la Singapore Art Book Fair pour le NTU Centre for Contemporary Art (Singapour) et à Spinning Triangles: Ignition of a School of Design pour SAVVY Contemporary (Berlin et Kinshasa),.
En 2019, Tavola ouvre une galerie d'art indépendante appelée Vunilagi Vou, mais elle ferme en 2023,.

## Œuvre
Ema Tavola produit des œuvres ayant trait à la décolonisation et au féminisme indigène, la maternité et les histoires de l'art et de l'activisme BIPOC dans le Sud global,,.
Les œuvres de Tavola, notamment des œuvres textiles telles que des sulus (en), sont conservées au musée d'art d'Auckland et au musée de Nouvelle-Zélande Te Papa Tongarewa.

## Travail de conservation
- 2016 : Dravuni: Sivia yani na Vunilagi – Beyond the Horizon - musée maritime de la Nouvelle-Zélande[20],[18]
- 2017 : Kaitani – The Physics Room (en), Nouvelle-Zélande[21],[18]
- 2018 : A Maternal Lens – 4e Biennale internationale de Casablanca (Maroc)[3],[22]
- 2018 : Dravuni: Sivia yani na Vunilagi – Beyond the Horizon, Musée maritime de la Nouvelle-Zélande, Oceania Centre for Arts, Culture and Pacific Studies, Université du Pacifique Sud (Fidji)[3],[18]

## Prix et reconnaissance
- 2012 : Pacific Contemporary Artist Award, décerné par Creative New Zealand[3],[6].